# Torhovîțea, Konotop
Torhovîțea (în ucraineană Торговиця) este un sat în comuna Șevcenkove din raionul Konotop, regiunea Sumî, Ucraina.

## Demografie
Componența lingvistică a localității Torhovîțea
     Ucraineană (100%)
Conform recensământului din 2001, toată populația localității Torhovîțea era vorbitoare de ucraineană (100%).